# João 18

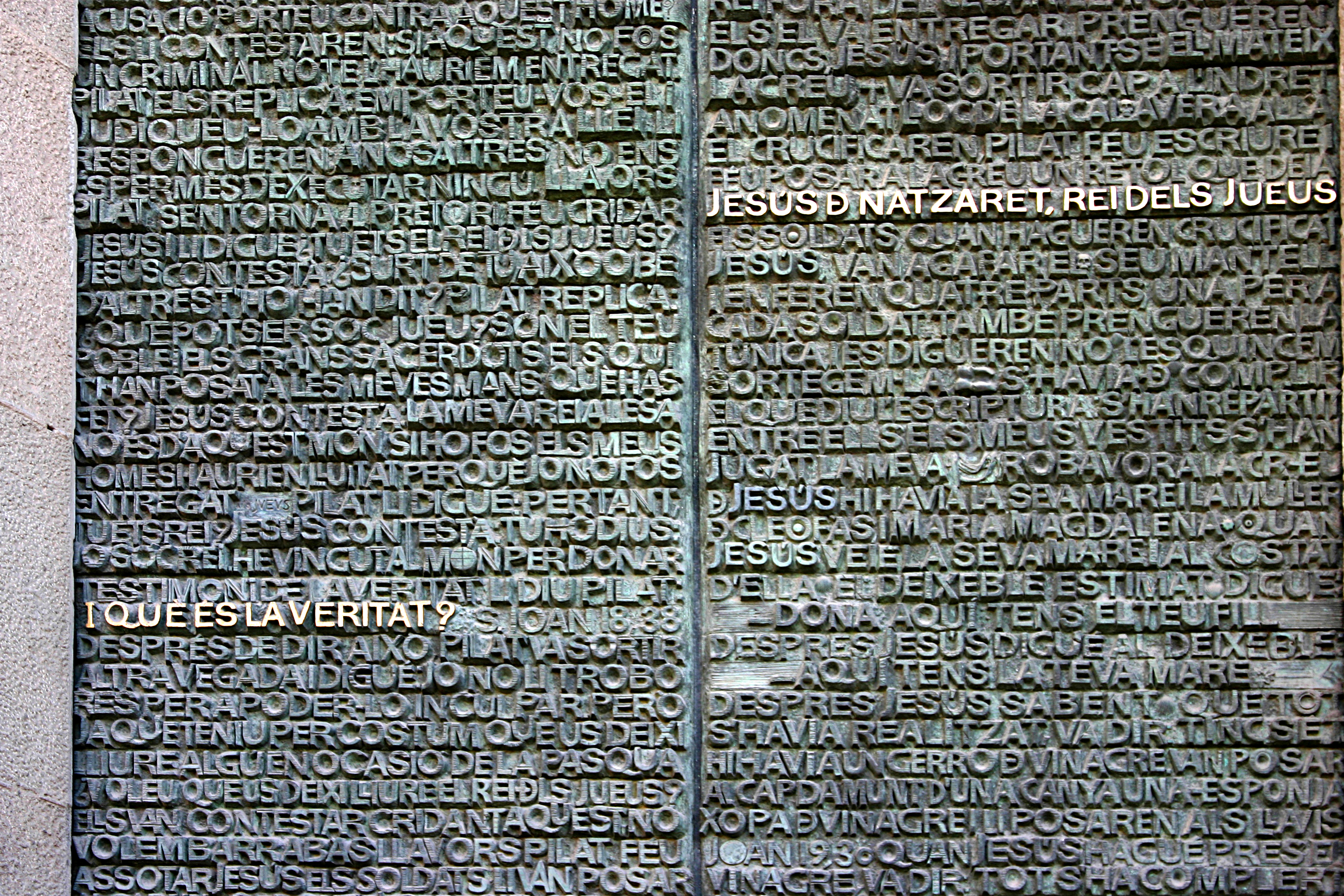
Quid es veritas? ("O que é a verdade?" -), a resposta de Pilatos em latim para Jesus depois que ele afirma ser a "testemunha da verdade".
Sagrada Família, em Barcelona.

João 18 é o décimo-oitavo capítulo do Evangelho de João no Novo Testamento da Bíblia. Primeiro do relato da Paixão de Cristo em João, este capítulo relata a prisão de Jesus, o julgamento de Jesus pelos judeus e a corte de Pilatos. 

## Prisão de Jesus
Em João 18:1–11 está a versão de João para a prisão de Jesus. Em seu relato, não existe o famoso beijo de Judas e Jesus se entrega depois de ser questionado se era "Jesus Nazareno". Pedro, porém, saca sua espada e decepa a orelha de um dos servos do sumo sacerdote, Malco, mas Jesus o repreende: «Mete a tua espada na bainha; não hei de beber o cálice que o Pai me deu?» (João 18:11)

## Jesus na casa de Anás e Caifás
Jesus então foi levado primeiro para a casa de Anás, que era sogro de Caifás, o sumo sacerdote. Enquanto era interrogado, Pedro, que estava no pátio, foi reconhecido e negou Jesus pela primeira vez. Sem sucesso, Anás enviou Jesus a Caifás. Pedro seguiu o grupo e negou novamente conhecer Jesus. Finalmente, quando foi interpelado por um parente de Malco, o servo que havia ferido, negou pela terceira vez ser discípulo de Jesus e, como Jesus havia profetizado, o galo cantou imediatamente depois (João 18:13–27). 
Ao contrário do relato dos evangelhos sinóticos, João não menciona o Sinédrio.

## Jesus perante Pilatos
De lá, Jesus foi diretamente para o Pretório para ser interrogado por Pôncio Pilatos, que perguntou-lhe se era o "rei dos judeus". Jesus afirmou que seu reino "não é deste mundo". Pilatos, não convencido da culpa de Jesus, questiona os judeus se querem que ele seja solto, seguindo um costume da época da Páscoa judaica na época. Os judeus respondem que não e preferem que fosse solto Barrabás (João 18:28–40).

## Manuscritos
- Papiro P52 - 18:31-33,37-38
- Papiro 60 - 16:29–19:26
- Papiro 90 - 18:36–19:1r+19:2-7v